# Елміра (Міссурі)
Елміра (англ. Elmira) — селище (англ. village) в США, в окрузі Рей штату Міссурі. Населення — 39 осіб (2020).

## Географія
Елміра розташована за координатами 39°30′31″ пн. ш. 94°9′17″ зх. д. / 39.50861° пн. ш. 94.15472° зх. д. (39.508635, -94.154644).  За даними Бюро перепису населення США в 2010 році селище мало площу 0,19 км², уся площа — суходіл.

## Демографія
Згідно з переписом 2010 року, у селищі мешкало 50 осіб у 18 домогосподарствах у складі 14 родин. Густота населення становила 266 осіб/км².  Було 22 помешкання (117/км²).
Расовий склад населення:
| - 90,0 % — білих - 2,0 % — осіб інших рас |

До двох чи більше рас належало 8,0 %. Частка іспаномовних становила 8,0 % від усіх жителів.
За віковим діапазоном населення розподілялося таким чином: 12,0 % — особи молодші 18 років, 80,0 % — особи у віці 18—64 років, 8,0 % — особи у віці 65 років та старші. Медіана віку мешканця становила 47,5 року. На 100 осіб жіночої статі у селищі припадало 117,4 чоловіків;  на 100 жінок у віці від 18 років та старших — 109,5 чоловіків також старших 18 років.
Середній дохід на одне домашнє господарство  становив 50 715 доларів США (медіана — 35 000), а середній дохід на одну сім'ю — 48 073 долари (медіана — 32 321). 
Цивільне працевлаштоване населення становило 23 особи. Основні галузі зайнятості: оптова торгівля — 13,0 %, мистецтво, розваги та відпочинок — 13,0 %, роздрібна торгівля — 8,7 %, науковці, спеціалісти, менеджери — 8,7 %.